# Naraca
Naraca (em sânscrito:  नरक literalmente de homem) é a palavra sânscrita para o reino infernal nas tradições dhármicas. De acordo com algumas escolas do hinduísmo, siquismo, jainismo e budismo, Naraca é um lugar de tormento. A palavra 'Neraca' (modificação de Naraca) em indonésio e malaio também foi usada para descrever o conceito islâmico de inferno.
Alternativamente, os "seres infernais" que dizem residir neste submundo são muitas vezes referidos como "Naracas". Esses seres também são chamados em hindi de Narakis (em sânscrito:  नारकीय , Nārakī ), Narakarnavas (em sânscrito:  नरकार्णव , Narakārṇava) e Narakavasis ( em sânscrito:  नरकवासी Narakavāsī ).

## Hinduísmo

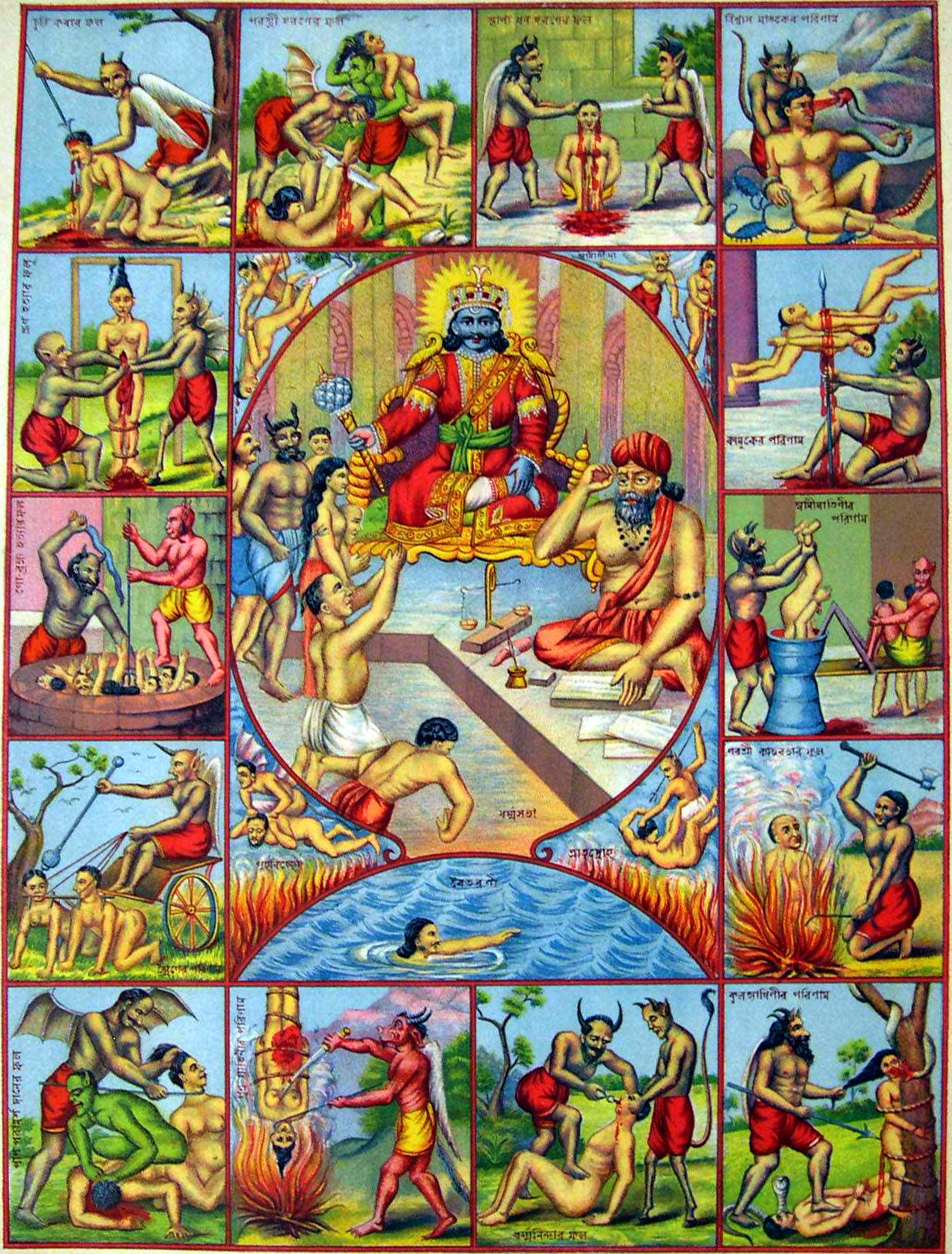
Um grande painel central retrata Iama, o deus da morte (frequentemente chamado de Darma) sentado em um trono; à esquerda fica um demônio. À direita de Iama está Chitragupta, encarregado de manter registros detalhados de cada ser humano e, após sua morte, decidir como eles serão reencarnados, dependendo de suas ações anteriores

Naraca nos Vedas, é um lugar onde as almas são enviadas para a expiação de seus pecados. É mencionado especialmente em dharmaśāstras, itihāsas e Puranas mas também nos samhitas védicos, Aranyakas e Upaniṣads. Alguns Upanisadas falam de "escuridão" em vez de inferno. Um resumo dos Upaniṣads, o Bhagavad Gita , menciona o inferno várias vezes. Até mesmo Adi Sankara o menciona em seu comentário sobre o Vedanta sutra. Ainda assim, algumas pessoas como membros de Arya Samaj não aceitam a existência do Naraca ou a consideram metafórica.
Nos Puranas, como Bhagavata Purana, Garuda Purana e Vishnu Purana, há elaboradas descrições de muitos infernos. Eles estão situados acima do oceano Garbhodaka.
Iama , o Senhor da Justiça, julga os seres vivos após a morte e atribui punições apropriadas. Nitya-samsarins (seres eternamente transmigrantes) podem experimentar o Naraca por expiação. Depois que o período de punição é completo, eles renascem na terra em corpos humanos ou animais. Portanto, nem Naraca nem svarga são residências permanentes.
Iama Loca é a morada de Iama. Iama é Darmaraja ou rei do Darma; Iama Loca é um purgatorium temporário para os pecadores (papi). e acordo com as escrituras hindus, o assistente divino de Iama, Lorde Chitragupta, mantém um registro das ações individuais de cada ser vivo no mundo, e baseado na auditoria completa de seus atos, despacha a alma do falecido para Svarga (Céu) ou para os vários Naracas de acordo com a natureza de seus pecados. As escrituras descrevem que mesmo as pessoas que fizeram a maioria das boas obras poderiam vir a Iama Loca para a redenção dos pequenos pecados que cometeram, e uma vez que as punições foram servidas por esses pecados, elas poderiam ser enviadas para renascerem à terra ou ao céu.  No épico do Mahabharata, até mesmo os Pandavas (que representam a retidão e a virtude) passaram um breve tempo no inferno por seus pequenos pecados.
No momento da morte, as almas pecaminosas são vulneráveis a serem capturadas por Iamadutas, servos de Iama (que vem pessoalmente apenas em casos especiais). Iama ordenou a seus servos que deixassem Vaishnavas sozinhos. Sri Vaishnavas são levados por Vishnudutas para Vaikuntha e Gaudiya Vaishnavas para Goloka.  

## Budismo

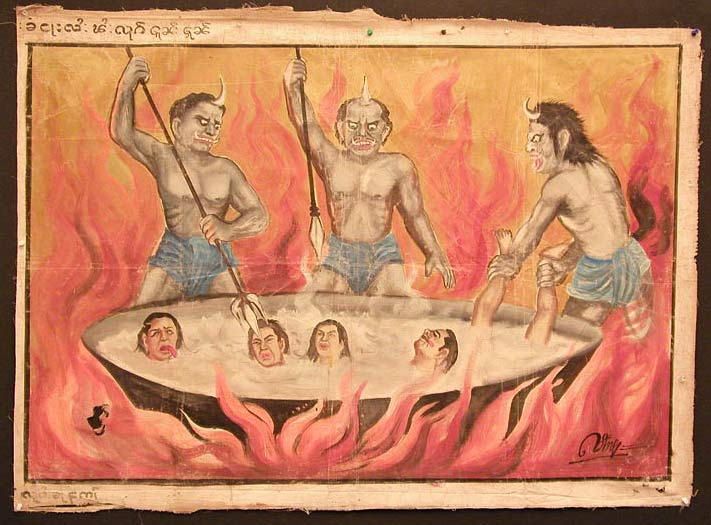
Representação burmesa do Naraca budista, século XIX

No budismo, Naraca se refere aos mundos de maior sofrimento. Os textos budistas descrevem uma vasta gama de torturas e reinos de tormento em Naraca; Um exemplo é o Devadūta-sutta do Cânone Pāli. As descrições variam de texto para texto e nem sempre são consistentes entre si. Embora o termo seja frequentemente traduzido como "inferno", ao contrário dos infernos abraâmicos, o Naraca não é eterno, embora quando se dá uma escala de tempo, é sugerido que seja extraordinariamente longo. Nesse sentido, é semelhante ao purgatório, mas, diferentemente do inferno e do purgatório de Abraão, não há força divina envolvida na determinação da entrada e da saída de um ser de e para o reino e nenhuma alma está envolvida. Antes, o ser é trazido para cá - como é o caso com todos os outros reinos da cosmologia budista - pela lei natural: a lei do karma, e eles permanecem até que o karma negativo que os trouxe até lá tenha sido esgotado.

## Jainismo
No jainismo, Naraca é o nome dado ao reino da existência na cosmologia jaina que tem grande sofrimento. A duração da permanência de um ser em um Naraca não é eterna, embora geralmente seja muito longa - medida em bilhões de anos. Uma alma nasce em um Naraca como um resultado direto de seu karma anterior (ações do corpo, fala e mente), e reside aí por um período finito de tempo até que seu karma tenha alcançado seu resultado completo. Depois que seu karma é esgotado, ele pode renascer em um dos mundos superiores como resultado de um karma anterior que ainda não amadureceu. Os textos jainistas mencionam que esses infernos estão situados nos sete terrenos da parte inferior do universo. Os sete fundamentos são:
1. Ratna Prabha
2. Sharkara prabha.
3. Valuka prabha.
4. Panka prabha.
5. Dhuma prabha.
6. Tamaha prabha.
7. Mahatamaha prabha.